# Lenguas edoides
Las lenguas edoides son un conjunto de unas dos o tres docenas de lenguas habladas en el sureste de Nigeria, fundamentalmente en el antiguo estado de Bendel al oeste del río Níger y al sur de la confluencia con el Níger con el Benue.
El término "edoide" deriva de la lengua más hablada de este grupo, el idioma edo, que es la lengua de Ciudad de Benín, con unos 5 millones de hablantes entre hablantes nativos y hablantes com segunda lengua.

## Clasificación
Las lenguas edoides son parte de las grupo Volta-Níger de las lenguas Níger-Congo. Dentro de las lenguas Volta-Níger el subgrupo edoide parece ser más cercano con el yoruboide, el nupoide y el akoko. En cuanto a la división interna las lenguas edoides se clasifican en cuatro subgrupos más pequeños:
- Subgrupo del Delta: Degema, epie, engenni (ẹgẹnẹ).
- Subgrupo norcentral:
  - Edo: edo (Bini), ivbiosakon (ora, emai, iuleha), esan (ishan).
  - Yekhee: ghotuo yekhee, enwan, igwe, ikpeshi, okpela (ivbie, arhe), ososo, sasaru, uneme.
  - ?ihievbe
  - ?uokha
- Subgrupo noroccidental:
  - Río Osse: ehuẹun-ukue, iyayu-uhami.
  - Noroccidental meridional: okpamheri, akuku, idesa, okpe (norte), oloma.
  - ?aduge
- Subgrupo suroccidental: isoko, urhobo, eruwa, okpe (sur), uvbie.

El ihievbe, el uokha y el aduge no están bien clasificados y por eso se han considerado como ramas independientes.

## Descripción lingüística

### Fonología
Para el proto-edoide se he reconstruido un contaste entre consonantes orales y nasales, al igual que para las vocales. Sin embargo, en algunas lenguas edoides las vocales nasales se realizan como simples alófonos de las vocales orales tras consonantes nasales, mientras que en otras las consonantes nasales han sido analizadas como alófonos nasales de las consonantes ante vocal nasal. Esto ha reducido el número de consonantes nasales fonológicamnete distitintivas. El urhobo retiene tres nasales /m, n, ɲ/ además de poseer cinco consonantes adicionales /ɺ, l, ʋ, j, w/ que ante vocal nasal se realizan como consonantes. En edo solo existe una nasal distintiva /m/, mientras que las consonantes /p, b, t, d, k, g, kp͡, gb͡/ pueden realizarse como orales [p, b, t, d, k, kp͡, gb͡] o como nasales [m, m, n, n, ŋ, ŋ, ŋm͡, ŋm͡]. En ukue se lleva al extremo esta tendencia, ya que no posee consonantes nasales fonémicamente distintivas, y solo dos consonantes presentan alófonos nasales y orales /l, β/.

### Comparación léxica
Los numerales para diferentes lenguas edoides son:
| GLOSA | Delta      | Delta   | Norcentral | Norcentral | Norcentral | Norcentral | Norcentral | Noroccidental | Suroccidental | Suroccidental | PROTO- EDOIDE |
| GLOSA | Degema     | Engenni | Edo        | Emai       | Esan       | Ghotuo     | Ivbie      | Okpamheri     | Isoko         | Urhobo        | PROTO- EDOIDE |
| ----- | ---------- | ------- | ---------- | ---------- | ---------- | ---------- | ---------- | ------------- | ------------- | ------------- | ------------- |
| '1'   | ɔβʊ́        | ávʊ̀     | òwó        | ɔ̀kp͡a       | ɔ̀kp͡á       | ɔ̀kp͡ā       | oɣuo       | ɔkp͡a          | ɔvʊ           | ɔ̀vò           | *ɔ-kp͡a        |
| '2'   | iβə́        | ívà     | èvá        | èvà        | èvá        | èvā        | eva        | eva           | ɪ́vɛ           | ǐvɛ̀           | *ɪ-βə         |
| '3'   | ɪsáy       | ɛ́sàː    | èhá        | ěːà        | éà         | èēsà       | esɛ        | esa           | ɪ́sa           | ěɽà           | *ɪ-tʂaGɪ      |
| '4'   | iní        | ínìː    | ènɛ́        | èélè       | énɛ̃̀        | èēnè       | ene        | enẽ           | ɪ́nɪ           | ɛ̌nè           | *ɪ-niə        |
| '5'   | ɪsúwṍ      | ìsyònì  | ìsɛ̃́        | ìíhìɛ̃́      | ìsɛ̃̀        | ìīʒìè      | iʃie       | iʃe           | ɪ́sɔɪ          | ǐyòrĩ̀         | *ɪ-ʃorĩ(?)    |
| '6'   | ɪyɪ́sá      | ɛ̀ɲísà   | èhã̀        | ěhã̀        | éhã́        | ìyhēhà     | esesa      | eaza          | ɪ́zɪ́za         | ěsã́           | *-tʂã(?)      |
| '7'   | isíyéβá    | ìsyovà  | ìhĩɺɔ̃      | ìhíɔ̃́       | ìhĩ́lɔ̃̀      | ìhīɲã̄      | iʃilua     | izuonua       | ɪ́hɾɛ          | ǐɣwrɛ̃́         | *ɪ-sorĩ-βa(?) |
| '8'   | anɪ́ ɪnʊ́mán | ɛ̀nʊ̀màní | èɺɛ̃ɺɛ̃      | èɛ̃́         | èlɛ̃́lɛ̃̀      | ènhīē      | elele      | ɛniẽ          | ɪ́rɪ́ː          | ɛ̌rérẽ         | *e-narĩ(?)    |
| '9'   | əsí        | àvʊ́mó   | ihĩɺĩ      | ìsĩ́        | ĩ̀sɪ̃́lɪ̃̀      | ìsī        | itili      | isie          | ɪ́zɪ́ː          | ǐɽírĩ         | *i-ciəBi      |
| '10'  | əgb͡eɲ      | ígb͡èì   | ìgb͡é       | ìgb͡é       | ìgb͡é       | ìgb͡ē       | igb͡e       | igb͡e          | ɪ́kp͡e          | ǐxw͡è          | *igb͡eɲi       |